# Kovács Tamás Iván
Kovács Tamás Iván (Budapest, 1972. február 29.) magyar jogász, diplomata.
2018-tól Magyarország Belgiumba és Luxemburgba akkreditált rendkívüli és meghatalmazott nagykövete.

## Tanulmányok
Állam- és jogtudományi doktori diplomáját 1997-ben Budapesten az Eötvös Loránd Tudományegyetemen summa cum laude minősítéssel szerezte meg. Két évvel később, 1999-ben, szintén az ELTE Állam- és Jogtudományi Karán vette át Politológus diplomáját. 1996-ban a University of Michigan Law School (Michigan, USA) BEEP Program - NAFSA ösztöndíjának keretében szerzett Master of Laws (LL.M.) diplomát. További jogi és diplomáciai tanulmányait Medfordban (Massachusetts, USA) a Tufts University, The Fletcher School of Law and Diplomacy intézményében folytatta, ahol 2004-ben Master of Arts in Law & Diplomacy (M.A.L.D.) diplomát. Szakterületei a nemzetközi biztonságpolitika, a nemzetközi jog, valamint a nemzetközi szervezetek. Tanulmányai során a Fulbright Bizottság, az Academy of Achievement, a Sasakawa Young Leader, valamint a Bradley/ISSP ösztöndíjait is elnyerte.

## Szakmai tapasztalat
Gyakornoki éveit 1991 és 1992 között az Országgyűlési Hivatalnál, valamint 1992 és 1995 között az Alkotmánybíróságon töltötte. 1993 nyarát New York állam Szenátusán töltötte (Albany, NY) szintén gyakornokként. 1996-tól 2000-ig ügyvédként dolgozott a budapesti Nagy & Pintér, Hogan & Hartson L.L.P. (Washington, D.C.). ügyvédi irodánál. A Budapesti és a New York-i Ügyvédi Kamara tagja. 1998 és 2002 között egyetemi tanársegéd, meghívott oktató az ELTE Állam- és Jogtudományi Karának Alkotmányjogi Tanszékén. 2000-től 2002-ig az Ifjúsági és Sportminisztérium kabinetfőnöke, főosztályvezetője. 2002 és 2006 között Kormányzati főtisztviselő és konzulátusi irodavezetői tisztséget töltött be a Magyar Köztársaság tiszteletbeli konzulátusán Bostonban. 2006-tól 2007-ig a Külügyminisztérium kormányzati tisztviselőjeként és diplomataként dolgozott. 2007-től 2010-ig nemzetközi kapcsolatokért felelős tisztviselőként tevékenykedett az Európai Csalás Elleni Hivatalnál (OLAF) Brüsszelben. 2010-től az európai uniós és nemzetközi kapcsolatokért felelős helyettes államtitkári posztot töltötte be a Nemzeti Fejlesztési Minisztériumban. 2012-től Magyarország Belgiumba és Luxemburgba akkreditált rendkívüli és meghatalmazott nagykövete. 2014 és 2018 között ismét az Európai Csalás Elleni Hivatalnál (OLAF) dolgozott főosztályvezető-helyettesként. 2018-tól ismét rendkívüli és meghatalmazott nagykövetként irányítja Magyarország Belgiummal és Luxemburggal folytatott, folyamatosan fejlődő diplomáciai kapcsolatait.

## Magánélet
Házas, két fiúgyermek édesapja.

## Nyelvtudás
Angolul és franciául beszél.

## Elismerések, kitüntetések
2011-ben megkapta a Magyar Köztársasági Érdemrend tisztikeresztjét.